# Сибур
Сибур (фр. Ciboure) је насељено место у Француској у региону Аквитанија, у департману Атлантски Пиринеји.
По подацима из 2011. године у општини је живело 6864 становника, а густина насељености је износила 922,58 становника/km².
Ciboure је родно место француског композитора Мориса Равела.

## Демографија
| 1990. | 2011. |
| ----- | ----- |
| 5.849 | 6.864 |